# Polyrhachis sappho
Polyrhachis sappho é uma espécie de formiga do gênero Polyrhachis, pertencente à subfamília Formicinae.